# (36971) 2000 SX301
2000 SX301 (asteroide 36971) é um asteroide da cintura principal. Possui uma excentricidade de 0.10115070 e uma inclinação de 2.41737º.
Este asteroide foi descoberto no dia 28 de setembro de 2000 por LINEAR em Socorro.